# Lot de teren

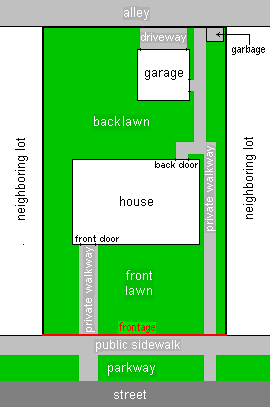
Diagrama unui exemplu de parcela casei așa cum se vede de sus, care arată peluzele din față și din spate, pozițiile structurilor de pe parcelă și împrejurimile imediate. Limitele parcelei sunt conturate cu negru, cu excepția deschiderii, care este prezentată cu roșu. În acest exemplu, împrejurimile imediate includ un trotuar, o zonă de parcare și o secțiune a drumului în față și o secțiune a unei alei în spate. Structurile parcelei includ o casă, pasarele private, iar în spate - un garaj detașat cu acces la alee și o zonă mică pentru deșeuri.

În imobiliare, un lot sau 'parcelă este o parcelă de teren deținută sau destinată a fi deținută de un proprietar. Un teren este considerat, în esență, o parcelă de bunuri reale în unele țări sau bunuri imobile (ceea ce înseamnă practic același lucru) în alte țări.
O parcelă poate fi, de asemenea, definită ca o suprafață mică de teren care este goală, cu excepția unei suprafețe de drum asfaltate sau a unei îmbunătățiri similare și, de obicei, toate utilizate în același scop sau se află în aceeași stare.  Un exemplu ar fi o parcare sau un teren de grădină cultivat. Acest articol se referă la parcele (mai frecvent numite loturi în unele țări) ca parcele definite de teren destinate a fi deținute ca unități de către un proprietar (proprietari).
La fel ca majoritatea celorlalte tipuri de bunuri, loturile sau parcelele deținute de părți private sunt supuse unui periodic impozit pe proprietate plătibil de proprietari administrațiilor locale, cum ar fi un județ sau municipalitate.  Aceste impozite imobiliare se bazează pe valoarea evaluată a imobilului; taxele suplimentare se aplică, de obicei, transferului de proprietate și vânzărilor de proprietăți. Alte taxeimpuse de către guvern sunt posibile pentru îmbunătățiri, cum ar fi borduri și trotuare sau o taxă de impact pentru construirea unei case pe un teren liber.
În Noua Zeelandă loturile de teren sunt în general descrise ca secțiuni.